# Grålångöra
Grålångöra, tidigare även grå långörad fladdermus (Plecotus austriacus) är en fladdermusart i familjen Vespertilionidae (läderlappar).

## Utseende
Plecotus austriacus är en liten fladdermus med mycket stora öron. Den är lik Brunlångöra (Plecotus auritus), men har en rent grå päls. Vingbredden är på 25-30 cm, kroppslängden mellan 4 och 5 cm och vikten upp till 14 g. Pälsen är mörkgrå på ovansidan, ljusgrå under.
De stora, cirka 40 mm långa öronen, kan vikas ihop och gömmas under flygmembranen under längre vilotider. Grålångöra har en kortare klo vid tummen än brunlångöra och dessutom har den senare arten en mera avrundad nos.

## Vanor
Arten vilar vanligen i grottor, i bergssprickor, i tunnlar, i fågelholkar och i byggnader. I varma regioner sover Plecotus austriacus ibland i stora blommor. Den utför vandringar före och efter vintern men sträckan mellan sommar- och vinterkvarteret är bara omkring 20 km, sällan upp till 60 km. Plecotus austriacus blir aktiv under skymningen och den letar sedan 4 till 5 timmar efter föda. Under kalla årstider håller arten vinterdvala som kan sträcka sig från september till april.
Den flyger gärna nära träd och byggnader. En ofta långsam flygare som gärna ryttlar. Lätet påminner om brunlångöras, och är ett svagt knäppande på omkring 50 kHz.
Födan består av diverse insekter som fångas under flyget eller som plockas från växter. Flygande byten fångas med hjälp av flygmembranen mellan bakbenen (uropatagium) som formas till en påse. I fångenskap åt grå långörad fladdermus även ödlor. Det är okänt om kräldjur äts i naturen.
Arten finns framför allt i kulturlandskap. Den jagas själv av rovfåglar samt av rovdjur som kan klättra i träd, till exempel mårdar och tamkatt.
Parningen sker under hösten och sedan vilar det befruktade ägget fram till våren innan den egentliga dräktigheten börjar. Den egentliga dräktigheten varar 40 till 100 dagar och födelsen äger rum under tidiga sommaren. Honor bildar vanligen egna flockar som är skilda från hanarna innan ungarna föds. Per kull föds en eller sällan två ungar. Hanar blir könsmogna efter ett år och honor efter två år. Den genomsnittliga livslängden för hanar uppskattas vara 7 år och honor lever cirka 16 år. Enstaka individer blev 25 år gamla.

## Utbredning
Grålångöra finns i Syd- och Centraleuropa,  Nordafrika och Asien fram till Himalaya. Har påträffats enstaka gånger i Skåne.